# DB série E 10
La série E 10 est un type de locomotives électriques de la Deutsche Bundesbahn, mises en service en 1952. Elles font partie du programme Einheits-Elektrolokomotiven (locomotives unifiées) et ont été construites pour le service des trains express. En 1968, la série a été renumérotée série 110 (E10) et 112 (E10.12). En 1988, les dernières locomotives 112 sont devenues des 114, et en 1991, les 112 qui restaient ont été renumérotées 113. En 2006, 38 locomotives ont été désignées 115.

## Histoire du développement
En 1950, la Deutsche Bundesbahn a décidé de développer deux types de base de locomotives électriques avec des composants très standardisés : une CC (UIC : Co'Co') pour trains de marchandises, afin de remplacer la série E 94, et une BB (UIC : Bo'Bo') pour services mixtes en remplacement de la série E 44. Une nouveauté est introduite : le conducteur doit pouvoir s'asseoir, alors qu'avant, il devait rester debout pour stimuler son attention.
Cette locomotive à usages multiples a d'abord reçu provisoirement le numéro de série E 46, mais a été renommée E 10, une fois que la vitesse maximale a été relevée de 125 km/h à 130 km/h, ce qui en a officiellement fait une série destinée aux trains express. Le programme d'essais, qui comportait cinq prototypes de la série E 10.0, a démontré qu'un seul type uniforme de locomotive électrique ne suffirait pas pour couvrir tous les besoins. Le programme modifié a alors intégré une locomotive pour trains de voyageurs locaux (série E 41) ; une locomotive pour trains express (class E 10), qui pourrait être transformée en machine pour trains de marchandises (série E 40) par modification du rapport d'engrenages, et une locomotive à six essieux pour trains lourds de marchandises (série E 50). En outre, il était prévu une locomotive à grande vitesse série E 01, mais qui a été rapidement abandonnée, car, du fait des limites de vitesses assez basses sur les grandes lignes à cette époque, la série E 10 devait suffire pour les trains express.

## Production de la série E 10
Les cinq prototypes E 10.0 ont été retirés du service entre 1975 et 1978. La E 10 003 et la E 10 005 ont été préservées dans des musées.

Locomotive série E 10 à Garmisch- Partenkirchen en août 1966

Les premières unités de série ont été mises en service en 1956 avec une numérotation commençant à E 10 101 (série E 10.1). Au contraire de la série E 40, ces locomotives ont été équipées du frein rhéostatique et à récupération, ce qui explique aussi la différence de conception du toit entre les deux séries. À partir de décembre 1956, un total de 379 locomotives, en plusieurs sous-séries, ont été livrées par les constructeurs (Krupp, Henschel, Krauss-Maffei (partie mécanique) ; Siemens, AEG, BBC (partie électrique). À partir de la E 10 288, la nouvelle caisse utilisées pour les E 10.12 (voir ci-dessous), surnommée « pli » (Bügelfalte), a aussi été utilisée pour les E 10 normales. Par la suite, ces locomotives ont parfois été appelées série E 10.3. Une locomotive (numérotée 750 001) a servi de locomotive de service pour le Bureau Central des Chemins de Fer Fédéraux à Minden (BZA Minden, ou Bahnzentralamt) de 1989 à 1996. Les machines précédentes, jusqu'à la E10 287, sont devenues des E10.1, puis 110.1 en 1968 ; elles ont été surnommées « Kasten », boites en français.
Le type de service de ces locomotives (renumérotées en 110 depuis 1968) a évolué vers les trains régionaux et locaux vers les années 1990. Du fait de ce changement, au moment de la troisième étape du programme de réforme des chemins de fer allemands, les locomotives ont été affectées à la branche DB Regio, ce qui dans la pratique signifiait la fin de leur service dans le domaine des express. Afin de les utiliser plus efficacement en service régional, elles ont été équipées pour la réversibilité à partir de 1997, en utilisant partiellement des composants des locomotives radiées des séries 140 et 141.
À l'origine, les E 10 ont été livrées en livrée bleu cobalt des trains express, le bleu indiquant qu'elles étaient aptes à une vitesse maximale d'au moins 140 km/h. À partir de 1974, au cours de la maintenance, la nouvelle livrée bleu océan /beige a été appliquée aux locomotives. Depuis 1987, le rouge orient de l'époque a été utilisé, remplacé, à partir de 1997, par le rouge trafic (verkehrsrot), qui est la couleur actuelle de toutes les locomotives actives de la série, à quelques exceptions près.

## Construction
Comme toutes les autres séries unifiées (Einheitslokomotiven), la série E 10 / 110 a des bogies à deux essieux pivotants, de construction en caisson soudé avec des pivots, et de la superstructure soudée avec grilles de ventilation. La série 110,3 a repris la caisse de l'E 10,12 avec la face avant tirée vers l'avant, appelée le « pli » (Bügelfalte). La caisse est calée sur les bogies par des ressorts hélicoïdaux et des éléments en caoutchouc. À l'origine, un fonctionnement cahoteux était perceptible à des vitesses élevées, ce qui nécessitait des reprises répétée des bogies.
Toutes les locomotives étaient équipée du frein pneumatique indirect fabriqué par Knorr, avec application automatique d'un freinage plus important à vitesses élevées ; pour la manœuvre, il y avait en plus un frein direct. Toutes les unités disposent d'un frein rhéostatique ou par récupération actionné séparément, couplé au frein pneumatique. La chaleur générée par le freinage électrique est dissipée par l'intermédiaire d'un échappement de toit. Pour la première fois sur des locomotives allemandes,  la régulation de la haute tension du transformateur a été utilisé dans une production en série.
Les moteurs de traction sont du type WB 372 à 14 pôles ; ils ont été utilisés ensuite pour les séries 111 et 151. Comme toutes les locomotives unifiées (programme Einheitslokomotiven), la transmission par anneau élastique conçue par Siemens-Schuckert-Werke/SSW a été utilisée, car ayant fait ses preuves au-delà de toute attente sur les prototypes E 10.0.
Sur le toit se trouvent des pantographes à double bras de type DBS 54a, standardisés sur toutes les séries Einheits (unifiées),  montés sur les isolateurs de toit, ainsi que l'interrupteur principal d'air comprimé et le convertisseur courant-tension pour la surveillance de la tension caténaire. Le transformateur à 3 noyaux est refroidi à l'huile, relié à l'unité de commande avec ses 28 crans de fonctionnement. L'accélération peut fonctionner en mode différé, où le conducteur choisit l'étape en cours d'exécution, et l'unité de commande lancera le réglage choisi de manière indépendante. En commande manuelle de secours, l'opération par manivelle est possible. Beaucoup de locomotives sont dotées de déviateurs de charge par thyristors.
Dans les cabines de conduite, l'équipement de sécurité comprend un dispositif de veille automatique (mécanique ou électronique), des contrôles ponctuels automatiques des trains (désormais compatibles avec les nouveaux règlements avec la version du logiciel PZB 90), et l'équipement radio du train avec le GSM-R. Relativement récemment ont été ajoutés des ordinateurs pour le calendrier électronique EBuLa, ainsi que le verrouillage automatique des portes à 0 km/h (TB0), qui est devenue une exigence obligatoire pour toutes les locomotives en service voyageurs. Quelques unités ont également été équipés d'ordinateurs pour le système de contrôle CIR-ELKE.

## Variantes

### Série E 10.12 / 112 (1962-1991)

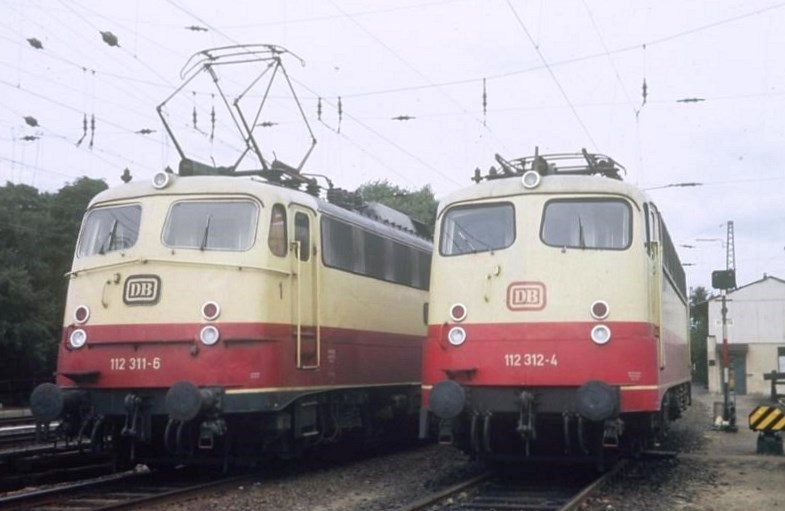
Les 112 311 et 312 en 1984 à Hambourg

Pendant la production, certaines E 10 ont été équipés de nouveaux bogies et de nouvelles transmissions développés par Henschel et prévus pour des vitesses allant jusqu'à 160 km/h À partir de 1962-63, elles ont tracté des trains à longue distance comme le Rheingold, et ont été numérotées dans la série E 10.12 (et classées 112 à partir de 1968). En outre, ces locomotives étaient les premières dotées d'une caisse plus aérodynamique (le « pli », ou Bügelfalte en Allemand), qui a été reprise pour toutes les nouvelles E 10, à partir de la E 10 288. Afin de différencier ces locomotives des E 10 « normales », un 1 (indiquant une sous-série) a été ajouté devant le numéro d'ordre. De cette façon, les E 10 1265 à 1270 ont été livrées, puis en 1963-64, les E 10 1308 à 1312, à nouveau avec des bogies à grande vitesse, principalement pour le  Rheinpfeil. En 1963-64, les E 10 1308 à 1312 ont été livrées, de nouveaux avec les bogies Henschel à grande vitesse, à l'origine pour le Rheinpfeil.
Aucun groupe de locomotives E10.12 locomotives n'était prêt à temps pour le lancement des trains pour lesquelles elles étaient commandées. Jusqu'à leur livraison, deux groupes de locomotives de la série E10.1 (E10 239 à 244 en 1962-63, et E10 250 à 254 en 1963-64) ont été provisoirement modifiées pour le service à 160 km/h, équipées de bogies Henschel, le préfixe 1 ajouté à leur numéro, et la livrée appropriée. Toutes ont ensuite été remises au type E10.1.
Finalement, en 1968, la 112 485 fut livrée, directement numérotée dans la série 112, mais pas équipée des coûteux bogies Henschel, mais seulement de bogies modifiés par rapport à ceux produits en série.

### Série 113 (depuis 1991)
Vers 1991, il est devenu évident que l'utilisation de 11 locomotives des deux premières sous-séries de la série 112 pour les trains lourds et rapides a fait des ravages.  Plusieurs dysfonctionnements d'engrenages ont causé de lourds dommages aux moteurs et aux transmissions. En mesure d'urgence, la vitesse maximale a été réduite à 120 km/h, et les locomotives ont été seulement utilisées en tête de trains express dans la région de Munich.
Elles ont alors été renumérotées dans la série 113, dans le but de libérer la série 112 dans la nouvelle numérotation allemande pour les plus nombreuses et plus modernes locomotives de la série 212 de la Deutsche Reichsbahn (ex-Allemagne de l'Est).
Dans l'intervalle, ces locomotives, après que quelques unités aient été remises à neuf avec des bogies à grande vitesse Henschel dans le milieu des années 1990, étaient en mesure de circuler de nouveau à la vitesse de 160 km/h ; mais elles ont été considérées comme n'étant pas bien meilleures que les machines de la série 110, et ont été  inscrites pour une retraite imminente.

### Série 114 (1988-1995)
La série 114 était constituée de 20 locomotives renumérotées, issues de la série 112, aptes à 160 km/h, et montées sur des bogies modifiés pour la série 110 dans la production en série. En raison de l'usure importante, à partir de 1985, la vitesse maximale des locomotives de la tranche 112 485 à 504 a été réduite à 140 km/k. Pour différencier ces unités des autres machines de la série 112, qui étaient encore autorisées à courir à 160 km/h, elles ont été numérotées dans la série 114 à partir de 1988. D'autres problèmes concernant les bogies ont continué d'être remarqués, même après la réduction de la vitesse ; les locomotives ont d'abord été encore ralenties à 120 km/h, et arrêtées peu de temps après.
À partir de 1993, à l'aide de bogies de machines de la série 110 portant des numéros inférieurs à 110 287, les 20 locomotives de la série 114 ont été reconstruites comme machines normales de la sous-série 110.3 unités et ont été insérées dans l'inventaire entre 110 485 et 110 504. 18 locomotives de la série 110, qui ont laissé leurs bogies à ces « nouvelles » 110, ont été reconstruites avec des bogies issues de machines radiées de la série 140, et qui ont été renumérotées dans la série 139, auxquelles elles étaient similaires, en premier lieu, en raison de leur système de freinage électrique. (Les 2 autres anciennes 114 ont reçu des bogies de 2 autres 110.3 radiées). Le concept de l'Einheitslokomotive (locomotive unifiée) a donc été complètement rentabilisé dans cet exercice d'échange.

### Série 115 (depuis 2005)
À partir de 2005, quelques machines des séries 110 et 113 unités ont été transférées de la DB Regio à DB Autozug, la filiale DB pour le service auto-train. Afin de différencier ces unités, elles sont peu à peu devenues la série 115, et sont transférées à Berlin-Rummelsburg. Ces locomotives sont ainsi les premières unités de cette série à être affectées dans l'ex-Allemagne de l'Est.

## Littérature
- (de) Roland Hertwig: Die Baureihe E 10. Entstehung, Technik und Einsatzgeschichte. Ek-Verlag, Freiburg 2006,  (ISBN 3-88255-171-2)
- (de) F. Moritz: Baureihe 110. Im Führerstand. In: LOK MAGAZIN. Nr. 252/Jahrgang 41/2002. GeraNova Zeitschriftenverlag GmbH München,  (ISSN 0458-1822), S. 49-51.